# Synagoga w Wodzisławiu Śląskim

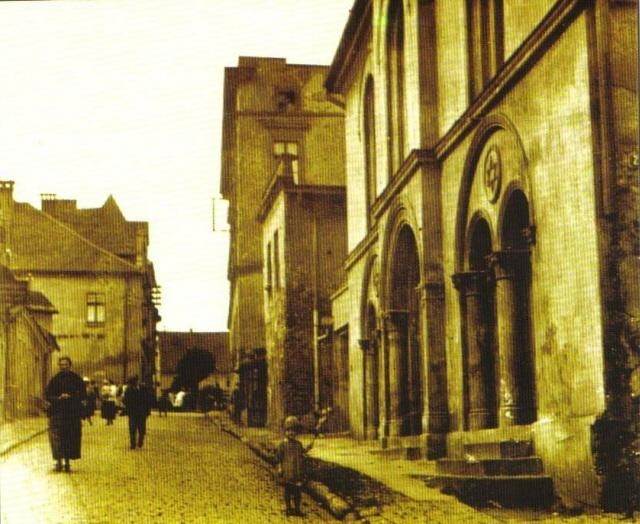
Synagoga na początku XX wieku

Synagoga w Wodzisławiu Śląskim – synagoga znajdująca się w Wodzisławiu Śląskim przy obecnej ulicy Targowej.

## Historia
Synagoga została zbudowana w 1826 roku na miejscu starej synagogi, która spłonęła podczas pożaru w 1822 roku. W okresie międzywojennym zamknięta ze względu na brak w mieście społeczności żydowskiej.
W 1938 roku budynek synagogi zakupili przedstawiciele Związku Powstańców Śląskich, którzy przebudowali go na Dom Powstańca. Podczas II wojny światowej urządzono tu kino Czar wbrew wcześniejszej umowie, która zakładała poszanowanie tego budynku jako byłego miejsca kultu. Do 2015 roku w budynku znajdował się sklep z kosmetykami. Po jego przeprowadzce do Galerii Karuzela jego miejsce zajął sklep z odzieżą.
Usytuowana w centrum starego miasta, budynek na początku minionego wieku wolno stojący, tynkowany, dawniej dwukondygnacyjny, zwieńczony dachem czterospadowym orientowany na planie litery T z ozdobną elewacją frontową zdobioną w części środkowej jednoosiowym ryzalitem wystającym poza lico dachu, z dużym prostokątnym oknem zamkniętym łukowato, nad nim okrągły oculus z gwiazdą Dawida. Do wnętrza wiodły trzy wejścia łukowe w formie romańskich portali flankowane kolumnami. Wejścia boczne zdobione były nad portalami gwiazdami Dawida. Prawdopodobnie w części frontowej mieścił się przedsionek, a nad nim tzw. babiniec. Od 1938 roku przebudowana z częściowym zachowaniem pierwotnej bryły.